# Semenivka, Obuhiv
Semenivka (în ucraineană Семенівка) este localitatea de reședință a comunei Semenivka din raionul Obuhiv, regiunea Kiev, Ucraina.

## Demografie
Componența lingvistică a localității Semenivka
     Ucraineană (99,16%)
     Alte limbi (0,84%)
Conform recensământului din 2001, majoritatea populației localității Semenivka era vorbitoare de ucraineană (99,16%), existând în minoritate și vorbitori de alte limbi.